# 渋沢栄一記念館
渋沢栄一記念館（しぶさわえいいちきねんかん）は、埼玉県深谷市が運営する渋沢栄一に関する博物館。東京都北区西ケ原にある「渋沢史料館」は渋沢栄一記念財団の施設であるが、当館は渋沢栄一の出身地である深谷市が設立した市立博物館である。

## 概要
深谷市北部、渋沢栄一の生家（血洗島）から東に500 mほどの清水川のほとりにあり、渋沢栄一に関する展示を行っている。開館時間は午前9時から午後5時まで。
2017年（平成29年）9月21日には、当時の天皇・皇后が私的な行幸啓で、渋沢栄一の生家である「中の家」や「誠之堂」とともに来訪した。
2020年（令和2年）7月からは、2階展示室で「アンドロイド渋沢栄一」の公開を開始した（事前要予約）。

## アクセス
- 埼玉県深谷市下手計1204
  - JR高崎線深谷駅
    - タクシーで20分
    - 深谷市コミュニティバス「くるリン」旧渋沢邸「中の家」行きまたは周遊便に乗車、渋沢栄一記念館下車